# Neschwitz
Neschwitz (em alto sorábio: Njeswačidło) é um município da Alemanha localizado no distrito de Bautzen, região administrativa de Dresden, estado da Saxônia.
É membro e sede do Neschwitz.